# Radio Vinci Autoroutes
Radio Vinci Autoroutes est une station de radio privée, née en 2011 du rapprochement d’Autoroute FM et de Radio Trafic FM, créée par leurs sociétés d’autoroutes respectives : Cofiroute, Autoroutes du Sud de la France (ASF) et ESCOTA.
Radio d'informations pour les usagers empruntant les 4 400 km composant le réseau autoroutier de Vinci Autoroutes, Radio Vinci Autoroutes diffuse une information trafic en direct 24h/24. Cette radio présente la particularité de n'être émise que le long des autoroutes et sur une seule fréquence : 107,7 MHz.

## Historique
En 1988, Cofiroute lance la première radio d’information trafic émettant depuis ses studios du Plessis-Robinson donnant naissance à Autoroute FM sur 89.2 MHz FM.
Le concept de radio autoroutière tel qu'on le connaît de nos jours naît avec Autoroute FM : des programmes musicaux, des flashes informant sur l'état du trafic autoroutier en temps réel et des chroniques liées au voyage : sécurité, tourisme, etc.
1991 marque la naissance du 107.7 sur la FM, une fréquence unique pour les radios autoroutières.
En 1993, Trafic FM voit le jour sur le réseau Escota.
En 1995, Radio Trafic est créée par Autoroutes du sud de la France et émet sur cette même fréquence réservée aux radios autoroutières.
En 2004, la fusion de Radio Trafic et de Trafic FM donne naissance à Radio Trafic FM.
Radio Trafic FM émet sur les axes de la moitié sud du pays, au sud d'une ligne Angers, Clermont-Ferrand, Lyon, sur 3 124 kilomètres d'autoroutes. Cette zone de diffusion en fait la radio autoroutière la plus importante d'Europe. Elle dispose de trois studios distincts : un à Vedène (dans le Vaucluse) pour le réseau ASF, un second à Mandelieu-la-Napoule (Alpes-Maritimes) pour le réseau ESCOTA et un autre à Nanterre.
En juillet 2007, faisant suite au premier rapprochement des radios Autoroute FM et Radio Trafic FM avec un directeur commun, cette dernière met fin à son partenariat avec l'AFP, diffuse à partir de décembre 2007 les flashes d’informations générales d'Autoroute FM, et mutualise sa régie publicitaire.
Le 8 avril 2011 à 17 h 00, Autoroute FM et Radio Trafic FM deviennent respectivement Radio Vinci Autoroutes Ouest et Radio Vinci Autoroutes Sud. Une même horloge, un seul programme musical, des chroniques identiques avec des spécificités régionales.
Le 1er janvier 2013, Radio Vinci Autoroutes Ouest et Radio Vinci Autoroutes Sud deviennent Radio Vinci Autoroutes. La radio emploie une cinquantaine de salariés, son budget est financé par la publicité sur son antenne, Vinci Autoroutes finance le reste du budget.

## Identité de la station

### Studios
Radio Vinci Autoroutes émet depuis 3 studios :
- À Nanterre pour le réseau autoroutier Cofiroute, la partie du réseau ASF entre Poitiers et Bordeaux, l’A83 et l’A87.
- À Vedène près d'Avignon pour le réseau autoroutier ASF.
- À Mandelieu près de Cannes pour le réseau autoroutier Escota.

### Ligne éditoriale
Radio Vinci Autoroutes se définit comme « une radio unique au service de la sécurité et du confort des auditeurs », bénéficiant d’une « totale liberté éditoriale » selon Vanessa Monsenergue, directrice de la radio.
Dans un souci d’harmonisation les deux entités, Radio Vinci Autoroutes Ouest et Radio Vinci Autoroutes Sud fournissent « une information trafic homogène et cohérente aux conducteurs, y compris ceux effectuant un long parcours ».

## Présentateurs
Radio Vinci Autoroutes compte 52 journalistes qui se répartissent entre les studios de Nanterre , de Mandelieu et de Vedène.[réf. souhaitée]

## Programmation

### Informations
Tous les quarts d’heure, un journal en direct est diffusé, lequel prend en compte les dernières conditions de circulation. Ce journal peut être interrompu à tout moment, pour relayer tout nouvel événement dans le trafic ou la météo, dès lors qu'il représente un danger. Les jours où la circulation est intense (départs en week-ends, départs en vacances, etc), un journaliste à bord de la voiture Radio Vinci Autoroutes fait des points réguliers en situation[pertinence contestée].

### Musique
La radio diffuse une programmation musicale unique, qui représente environ 90 % du programme.

## Diffusion par le réseau Radio Vinci Autoroutes

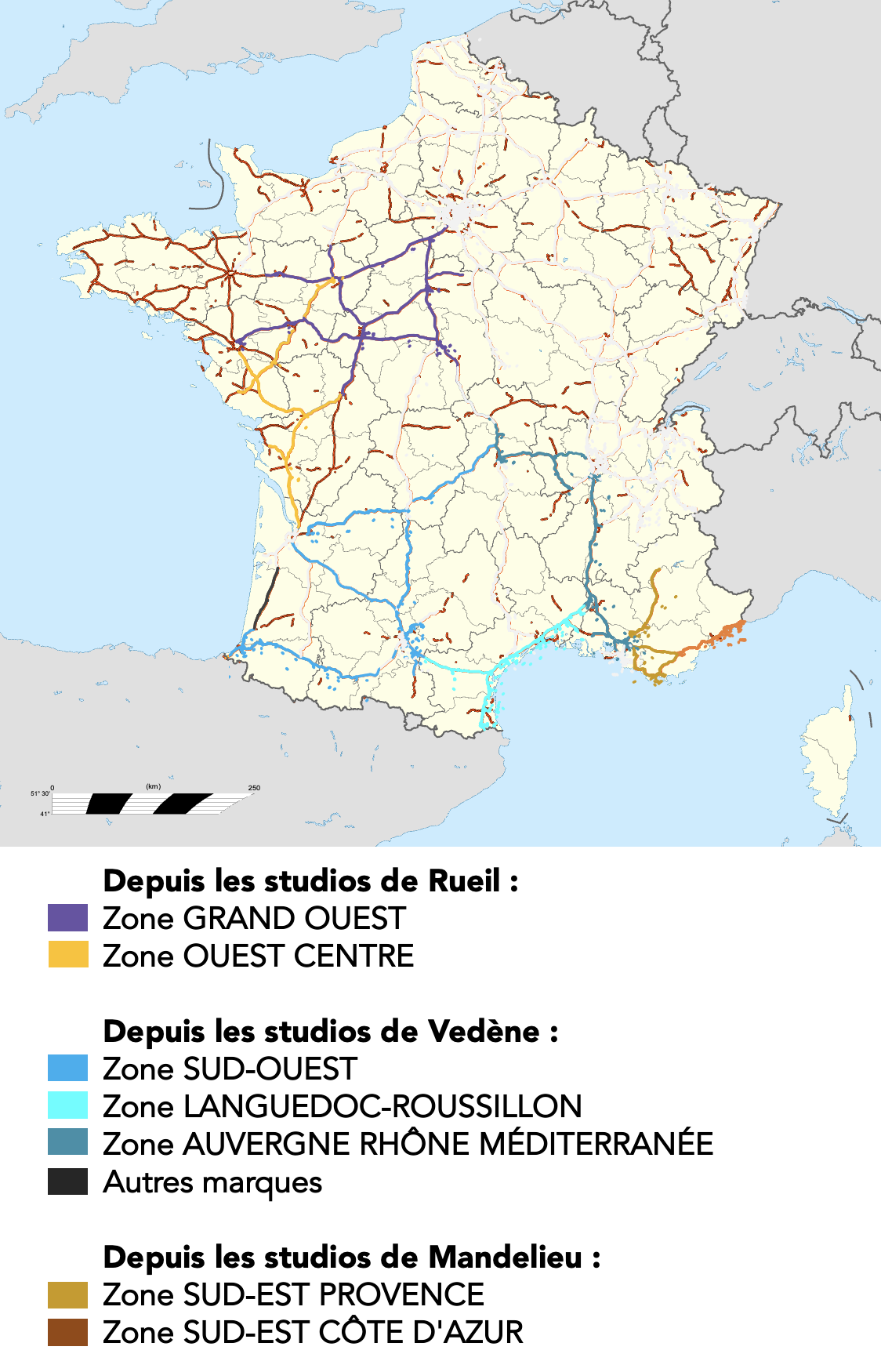
Zone de diffusion Radio Vinci Autoroutes

Radio Vinci Autoroutes couvre les 4 600 km des réseaux autoroutiers Cofiroute, Arcour, ASF et ESCOTA.
Le programme de Radio Vinci Autoroutes est diffusé par Radio Atlandes Autoroute sur l'A63 concédé à Atlandes. Seuls les jingles et les coupures pubs sont différents.